# گام-تصادفی زمان-پیوسته
در ریاضیات ولگشت زمان پیوسته (CTRW) یک تعمیم از ولگشت است که در آن درات سرگردان منتظر، بین هر دو پرش، یک زمان تصادفی صبر می‌کنند. این یک فرایند پرش تصادفی با توزیع دلخواه طول پرش و توزیع دلخواه زمان انتطار بین پرشها است. به‌طور کلی این فرایند را می‌توان یک مورد خاص از فرایند مارکوف تجدیدپذیر در نظر گرفت.

## انگیزه
این فرایند (CTRW) توسط مونترول و ویس و به عنوان یک تعمیم از فرایند انتشار فیزیکی معرفی شد که به‌طور بهینه ای پدیده انتشار غیرعادی را توصیف می‌کرد.
فرمولبندی معادل CTRW توسط تعمیم معادلات master داده شده‌است. ارتباط بین CTRW و معادلات پخش با مشتقات زمان پاره‌ای بدست آمده‌است. به‌طور مشابه، معادلات جزئی پخش فضا-زمان می‌تواند به عنوان CTRW با توزیع پرش‌های پیوسته یا تقریب پرش‌ها بر روی شبکه‌ای در نظر گفته‌شوند.

## فرمولبندی
یک فرمولبندی ساده CTRW به این گونه است که {\displaystyle X(t)} را یک فرایند تصادفی به صورت زیر در نظر بگیرید؛
{\displaystyle X(t)=X_{0}+\sum _{i=1}^{N(t)}\Delta X_{i},}
به صورتی که افزایشهای {\displaystyle \Delta X_{i}}به صورت متغیر تصادفی‌های مستقل با توزیع یکسان هستند که مقادیر در دامنه {\displaystyle \Omega } را اختیار می‌کنند و {\displaystyle N(t)} تعداد جهش‌ها در بازه {\displaystyle (0,t)} است.
احتمال اینکه این متغیر تصادفی مقدار {\displaystyle X} را در زمان {\displaystyle t} داشته باشد به صورت زیر است:
{\displaystyle P(X,t)=\sum _{n=0}^{\infty }P(n,t)P_{n}(X).}
در اینجا{\displaystyle P_{n}(X)} احتمال این است که متغیر تصادفی مقدار {\displaystyle X} را بعد از {\displaystyle n} جهش داشته باشد و {\displaystyle P(n,t)} احتمال داشتن {\displaystyle n} جهش بعد از زمان {\displaystyle t} است.

## فرمول مونترول - ویس
زمان انتطار بین دو جهش {\displaystyle N(t)} را با {\displaystyle \tau } نشان می‌دهیم و توزیع احتمال آن را با {\displaystyle \psi (\tau )} نشان می‌دهیم. تبدیل لاپلاس {\displaystyle \psi (\tau )} به صورت زیر در می‌آید:
{\displaystyle {\tilde {\psi }}(s)=\int _{0}^{\infty }d\tau \,e^{-\tau s}\psi (\tau ).}
به‌طور مشابه تابع مشخصه توزیع جهش‌ها {\displaystyle f(\Delta X)} با تبدیل فوریه آن مشخص می‌شود:
{\displaystyle {\hat {f}}(k)=\int _{\Omega }d(\Delta X)\,e^{ik\Delta X}f(\Delta X).}
به سادگی می‌توان نشان داد که تبدیل لاپلاس-فوریه توزیع احتمال {\displaystyle P(X,t)} به صورت زیر است:
{\displaystyle {\hat {\tilde {P}}}(k,s)={\frac {1-{\tilde {\psi }}(s)}{s}}{\frac {1}{1-{\tilde {\psi }}(s){\hat {f}}(k)}}.}
فرمول بالا همان فرمول مونترول-ویس است.

## مثال
فرایند وینر یک مثال معمول برای ولگشت زمان-پیوسته‌است که در آن زمان انتطار بین فرایندها نمایی است و جهش‌ها در آن پیوسته و با توزیع نرمال است.